# Der nationale Demokrat
Unter dem Titel Der nationale Demokrat erschien seit Januar 1961 als ‚Halbmonatszeitschrift der Nationaldemokratischen Partei Deutschlands‘ im Verlag der Nation das vom Parteivorstand der DDR-Blockpartei Nationaldemokratischen Partei Deutschlands herausgegebene theoretische Parteiorgan. Es ersetzte das seit 1950 herausgegebene Parteiblatt Die Nation. Der nationale Demokrat erschien ab 1977 im Verlag der National-Zeitung. Mit Heft 4/5 und der Auflösung der National-Demokratischen Partei Deutschlands wurde das Erscheinen 1990 eingestellt.
Im ersten Heft 1961 umriss der Parteivorstand die Funktion der Zeitschrift: „Sie soll zum unentbehrlichen politischen Rüstzeug aller Mitglieder und Mitarbeiter unserer Partei werden, die theoretischen und praktischen Fragen unserer Parteiarbeit aufs engste miteinander verbunden darstellen und dem Erfahrungsaustausch um die besten Arbeitsmethoden dienen. Inhalt und Gestalt unserer neuen Zeitschrift sollen durch die Meinungen und Wünsche, Fragen und Erfahrungen der Parteifreunde und Parteieinheiten geprägt werden.“
Gegenüber dem Vorgängerblatt zeichnete sich Der nationale Demokrat durch ein deutlich lebendigeres Layout (Rubrizierung (s/w), Mehrspaltigkeit, Abbildungen) aus. Wiederkehrende Rubriken waren ‚Aus dem Leben der Partei‘, ‚Der nationale Demokrat antwortet‘, ‚Wissen und Wirken‘, ‚Bücher für unsere Arbeit‘, ‚Zahlen · Zeichnungen · Zitate‘, ‚Aus der Westpresse‘, ‚Angepackt und zugefasst‘, ‚Briefdiskussion‘. Langatmige Dokumente aus den Parteigremien wurden deutlich reduziert. Trotz des veränderten Erscheinungsbildes sowie der inhaltlichen Straffung blieb der Charakter der Zeitschrift einer DDR-Blockpartei mit realsozialistischer Phraseologie („Stolz auf unsere Errungenschaften wecken“) erhalten und wird auf eine wirkliche Debattenkultur verzichtet.  